# LOLmops
LOLmops was een televisieprogramma met de verborgen camera dat begin 2009 op VRT-jeugdzender Ketnet te zien was. Van het programma is slechts één seizoen opgenomen, in het najaar van 2008.
In afleveringen van een tiental minuten halen telkens zeven deugnieten een poets uit met meestal een of meer onbekende Vlamingen. In hun hoofdkwartier, een omgebouwd busje, bedenken ze al hun grappen. Tot hun slachtoffers behoorden tevens bekende Vlamingen zoals Ben Roelants, Melvin Klooster en Kristien Maes. Het programma werd geproduceerd door Sultan Sushi.